# Mýloi (ort i Grekland, Nordegeiska öarna)
Mýloi (Myloi) är en ort i Grekland.   Den ligger i prefekturen Nomós Sámou och regionen Nordegeiska öarna, i den östra delen av landet, 280 km öster om huvudstaden Aten. Mýloi ligger 23 meter över havet och antalet invånare är 248. Den ligger på ön Samos.
Terrängen runt Mýloi är varierad. Havet är nära Mýloi åt sydost.  Närmaste större samhälle är Néon Karlovásion, 18,3 km nordväst om Mýloi. 